# Grabmal Ernst Mundt
Das Grabmal Ernst Mundt ist eine Erbbegräbnisstätte, die einen freistehenden, denkmalgeschützten Granitfindling mit einer Gedenktafel umfasst. Diese dient als Erinnerungsort für den Arbeiter Ernst Mundt, der am 19. März 1920 während des Kapp-Lüttwitz-Putsches in Tarnow erschossen wurde. Als Kleindenkmal ist es Teil des Bützower Baudenkmalverzeichnisses mit der Nummer 0269. Das Grabmal befindet sich auf dem Friedhof der Evangelischen Kirchengemeinde in Bützow, im Landkreis Rostock, Mecklenburg.

## Gedenkstein

### Gestaltung
Der auf einem gemauerten Sockel freistehende Granit besteht aus einem zwei Meter hohen Findling. Auf dem Findling befinden sich eine Inschrift und eine Gedenktafel.

### Inschrift Gedenktafel
Die ursprüngliche Gedenktafel aus dem Jahr 1920 wurde um 1980 durch eine Granittafel ersetzt.

## Geschichte

### Biografie Ernst Mundt
Ernst Wilhelm Karl Mundt (* 25. Januar 1886 in Tarnow), wurde als Kind des Häuslers Johann Christian Friedrich Mundt und dessen Frau, Sophie Luise Friederike, geborene Martens geboren. Mundt arbeitet als Knecht im landwirtschaftlichen Kleinbetrieb des Vaters, den er 1903 nach dessen Tod übernahm. Um seine Familie ernähren zu können, war er auch als Fuhrunternehmer tätig. Nach der Gründung der Weimarer Republik schloss sich Mundt 1919 dem Arbeiterproletariat an. Er beteiligte sich am Kampf gegen die Putschisten des Kapp-Lüttwitz-Putsches und wurde bei diesem am 19. März 1920 in Tarnow erschossen. Am 23. März 1920 fand das Begräbnis Ernst Mundts statt, die gesamte Arbeiterschaft Bützows und der umliegenden Dörfer gaben ihm das letzte Geleit.

## Kapp-Putsch in Bützow

### Generalstreik
Am 14. März 1920 wurde in der Gaststätte Landers im Ellernbruch während einer Versammlung der Bützower Ortsgruppe der KPD und der Ortsleitung der SPD der Generalstreik beschlossen. Ein Aktionsausschuss, bestehend aus Vertretern der Arbeiterparteien und der Gewerkschaften, wurde gewählt, um die Durchführung des Generalstreiks zu koordinieren.
Für die Arbeiter galt es nun, sich mit Waffen auszustatten, um möglichen Angriffen der Putschisten entgegenzuwirken. Am 15. März begann der Streik bereits um 6 Uhr in Bützow. In allen Fabriken standen die Maschinen still, und sämtliche Geschäfte blieben geschlossen, lediglich die Lebensmittelgeschäfte öffneten von 8 bis 12 Uhr. Der Aktionsausschuss übernahm die Verantwortung für die Durchführung des Generalstreiks und konnte auch die Landarbeiter der Umgebung sowie die Lehrer der Volks- und Bürgerschule für die Aktion gewinnen.
Es war bekannt, dass in den umliegenden Dörfern Waffen von reaktionären Kräften versteckt worden waren. Nach intensiver Suche konnten 120 Gewehre samt Munition sichergestellt werden. Am späten Nachmittag fand eine weitere Versammlung statt, bei der der Aktionsausschuss Bericht erstattete. Ein Antrag auf einen Demonstrationszug durch die Stadt bis zum Marktplatz wurde einstimmig angenommen. Die Streikleitung begab sich auf den Balkon des Rathauses, um Ansprachen zu halten.

### Entwaffnung der Zeitfreiwilligen in Katelbogen bei Bützow
Am 18. März marschierte eine Einheit von Zeitfreiwilligen, die sich gegen ihren ursprünglichen Auftrag gegen die Weimarer Republik wandten, von Rostock nach Katelbogen, verfolgt von Arbeitern aus Rostock. Am Abend verließen etwa 150 bewaffnete Arbeiter aus Bützow die Stadt, um sich mit den Rostocker Kollegen in Katelbogen zu vereinen. Die Zeitfreiwilligen, die sich im Schloss verschanzt hatten, wurden in den frühen Morgenstunden des 19. März zur Kapitulation gezwungen und entwaffnet. Rund vier Kastenwagen voller Waffen und Munition wurden beschlagnahmt. Ein Teil der erbeuteten Waffen und Munition wurde der Bützower Arbeiterwehr zur Verfügung gestellt. Damit war auch in Bützow der Putschversuch gescheitert.

### Mord des Arbeiters Ernst Mundt
Der Arbeiter Mundt erhielt den Auftrag, am 19. März Waffen nach Tarnow zu bringen. Die Nachricht, dass das Fuhrwerk unterwegs war, wurde den Tarnower Genossen telefonisch übermittelt. Dieses Gespräch wurde von der Post dem Reichswehrkommando in Güstrow verraten. Ein Lastkraftwagen mit Soldaten traf ungefähr zur gleichen Zeit mit Mundt in Tarnow ein. Mundt wurde von der Soldateska zum Haus seiner Mutter geschleppt und dort erschossen. Ein von Bützow aus sofort abgerückter Trupp der Arbeiterwehr kam zu spät, die Reichswehr hatte das Dorf mit dem Mundtschen Fuhrwerk schon wieder verlassen. Als ein paar Tage später der Generalstreik abgebrochen wurde, wütete die Justiz unter der Arbeiterschaft. Viele von ihnen wurden verurteilt, den Putschisten Kapp und Lüttwitz geschah nichts. Die Mörder von Ernst Mundt wurden freigesprochen.

## Erinnerungskultur
Der erschossene Arbeiter Mundt wurde nach der Gründung der Deutschen Demokratischen Republik (DDR) zum „Held der Arbeiterklasse“ in Bützow ernannt. Zu seinen Ehren wurden mehrere volkseigene Betriebe benannt.
- VEB Möbelwerke „Ernst Mundt“ in Bützow mit gemauertem Mahnmal. (Das Mahnmal wurde während des Abrisses der Bleeck’schen Villa entfernt.)
- VEB Sägewerk „Ernst Mundt“ in Bützow
- LPG „Ernst Mundt“ in Tarnow

Nach der Wende zeigte sich jedoch kein weiteres Interesse an dem Arbeiter Mundt; die einzige Erinnerung an ihn ist sein Grabmal.

## Bützower Baudenkmal Nr. 0269
Dem Bützower Baudenkmal Nr. 0269 sind folgende Denkmale und Kleindenkmale untergliedert:
- Friedhof
- Friedhofskapelle
- Mausoleen
- Jüdischer Friedhof
- Ehrenfriedhof mit Mahnmal für Opfer des Nationalsozialismus
- Grabmal Ernst Mundt
- Grabmal Wilhelm Paschen und Frau
- Grabmal Heinrich Lenschau